# Joanne Wise
Joanne Wise (ur. 15 marca 1971 w Solihull) – brytyjska lekkoatletka, specjalistka skoku w dal, mistrzyni igrzysk Wspólnoty Narodów w 1998, dwukrotna olimpijka.

## Kariera sportowa
Na igrzyskach Imperium Brytyjskiego i Wspólnoty Brytyjskiej reprezentowała Anglię, a na pozostałych dużych imprezach międzynarodowych Wielką Brytanię.
Zajęła 5. miejsce w skoku w dal na mistrzostwach Europy juniorów w 1987 w Birmingham. Zdobyła brązowy medal w tej konkurencji na mistrzostwach świata juniorów w 1988 w Greater Sudbury. Na mistrzostwach Europy juniorów w 1989 w Varaždinie zajęła 7. miejsce, a na mistrzostwach świata juniorów w 1990 w Płowdiwie 9. miejsce.
Odpadła w kwalifikacjach skoku w dal na igrzyskach olimpijskich w 1992 w Barcelonie oraz na mistrzostwach świata w 1993 w Stuttgarcie.
Zajęła 4. miejsce na halowych mistrzostwach świata w 1997 w Paryżu, przegrywając brązowy medal o 1 centymetr z Agatą Karczmarek. Na mistrzostwach świata w 1997 w Tokio odpadła w kwalifikacjach.
Zwyciężyła w skoku w dal na igrzyskach Wspólnoty Narodów w 1998 w Kuala Lumpur, wyprzedzając Jackie Edwards z Bahamów i obrończynię tytułu Nicole Boegman z Australii. Zajęła 5. miejsce na mistrzostwach świata w 1999 w Sewilli, a na igrzyskach olimpijskich w 2000 w Sydney odpadła w kwalifikacjach.
Wise była mistrzynią Wielkiej Brytanii (AAA) w skoku w dal w 1999 i 2000 oraz wicemistrzynią w tej konkurencji w 1992, 1993 i 1996, a także halową mistrzynią w 1992, 1997 i 1999. Była również mistrzynią UK Championships w 1997 oraz wicemistrzynią w 1990.

## Rekordy życiowe
Rekordy życiowe Joanne Wise:
- skok w dal – 6,76 m (2 sierpnia 1999, Malmö)
- skok w dal (hala) – 6,70 m (9 marca 1997, Paryż)